# ولید قروی
ولید قروی (انگلیسی: Walid Karoui؛ زادهٔ ۲۵ مارس ۱۹۹۶) بازیکن فوتبال اهل تونس است.
از باشگاه‌هایی که در آن بازی کرده‌است می‌توان به باشگاه فوتبال صفاقسی اشاره کرد.
وی همچنین در تیم ملی فوتبال تونس بازی کرده‌است.